# Women’s League 2023/24
Die Saison 2023/2024 der PostFinance Women’s League war die 35. Austragung der höchsten Spielklasse im Schweizer Fraueneishockey und zugleich die 38. Schweizer Meisterschaft. Die ZSC Lions Frauen gewannen durch einen 3:2-Sieg in der Finalserie gegen den SC Bern Frauen zum 12. Mal in der Vereinsgeschichte den Schweizermeister-Titel (davon drei Titel als GC Zürich) und den dritten Titel in Serie. Da das Lugano Ladies Team aus finanziellen Gründen auf die Teilnahme an der Ligaqualifikation verzichtete und damit sportlich abstieg, stieg der SWHL-B-Meister EV Zug direkt auf.

## Modus
Der Spielmodus der Women’s League sieht eine Qualifikation mit 28 Spielen pro Mannschaft vor. Anschliessend tragen die Mannschaften auf den Plätzen 1 bis 4 Play-offs mit Halbfinale und Finale (im Modus Best-of-Five) sowie ein Spiel um Platz 3 aus. Die Mannschaften auf Platz 5 bis 8 ermitteln in einer Ranking Round den Teilnehmer an der Liga-Relegation zwischen Women’s League und SWHL B.

## Teilnehmer
Neu in der Liga waren die HC Fribourg-Gottéron Ladies, die als Meisterinnen der SHWL B direkt in die höchste Spielklasse aufgestiegen waren. Bereits im Herbst 2022 war  angekündigt worden, den EV BOMO Thun in den SC Bern zu integrieren. Im Mai 2023 wurde diese Integration abgeschlossen, so dass die Mannschaft des EV BOMO seit der Saison 2023/24 als SC Bern Frauen in der Women’s League aufläuft und ihre Heimspiele in der PostFinance Arena austrägt. Gleichzeitig wurde die Mannschaft der Thurgau Indien Ladies in den HC Davos integriert, die seither als HC Davos Ladies spielen.
| Team                          | Trainer                                  | Spielstätte                       |
| ----------------------------- | ---------------------------------------- | --------------------------------- |
| HC Ambrì-Piotta Girls         | Benjamin Rogger, Christian Agustoni      | Gottardo Arena, Quinto TI         |
| SC Bern Frauen                | Thomas Zwahlen, Petra Melicherikova      | PostFinance Arena, Bern           |
| HC Davos Ladies               | Andrea Kröni, Marc Kröni, Emanuel Karrer | Eisstadion, Davos                 |
| HC Fribourg-Gottéron Ladies   | Valentin Dufour, Fabrice Vadi            | BCF-Arena, Fribourg               |
| SC Langenthal                 | Jürg Langenegger, Nicola Minder          | Eishalle Schoren, Langenthal      |
| HC Université Neuchâtel Dames | Yan Gigon                                | Patinoires du Littoral, Neuenburg |
| ZSC Lions Frauen              | Angela Frautschi, Cyndy Kenyon           | KEB Oerlikon, Zürich              |

## Qualifikation
Die Qualifikation begann am 15. September 2023 und wurde am 25. Februar 2024 abgeschlossen.

### Tabelle
Abkürzungen:S = Siege, OTS= Sieg nach Verlängerung oder Penaltyschiessen, OTN= Niederlage nach Verlängerung oder Penaltyschiessen, N = Niederlagen
| Rang | Verein                        | Spiele | S  | OTS | OTN | N  | Tore   | Punkte |
| ---- | ----------------------------- | ------ | -- | --- | --- | -- | ------ | ------ |
| 1.   | SC Bern Frauen                | 28     | 23 | 1   | 1   | 3  | 139:47 | 72     |
| 2.   | ZSC Lions Frauen              | 28     | 21 | 2   | 1   | 4  | 122:47 | 68     |
| 3.   | HC Ambrì-Piotta Girls         | 28     | 19 | 1   | 1   | 7  | 123:66 | 60     |
| 4.   | HC Université Neuchâtel Dames | 28     | 13 | 1   | 2   | 12 | 86:82  | 43     |
| 5.   | HC Davos Ladies               | 28     | 11 | 2   | 1   | 14 | 69:76  | 38     |
| 6.   | HC Fribourg-Gottéron Ladies   | 28     | 9  | 1   | 0   | 18 | 75:112 | 29     |
| 7.   | Ladies Team Lugano            | 28     | 5  | 0   | 2   | 21 | 45:150 | 17     |
| 8.   | SC Langenthal Ladies          | 28     | 3  | 0   | 0   | 25 | 27:106 | 9      |

### Beste Scorerinnen
Abkürzungen: Sp = Spiele, T = Tore, V = Assists, Pkt = Punkte, SM = Strafminuten; Fett: Bestwert
| Spieler         | Mannschaft                  | Sp | T  | A  | Pkt | SM |
| --------------- | --------------------------- | -- | -- | -- | --- | -- |
| Estelle Duvin   | SC Bern Frauen              | 28 | 35 | 32 | 67  | 18 |
| Maija Otamo     | SC Bern Frauen              | 28 | 22 | 36 | 58  | 8  |
| Fanny Rask      | HC Ambrì-Piotta Girls       | 28 | 18 | 37 | 55  | 34 |
| Sinja Leemann   | ZSC Lions Frauen            | 28 | 25 | 27 | 52  | 8  |
| Theresa Knutson | HC Ambrì-Piotta Girls       | 28 | 30 | 19 | 49  | 6  |
| Eleri MacKay    | HC Fribourg-Gottéron Ladies | 28 | 19 | 21 | 40  | 6  |
| Emma Ingold     | SC Bern Frauen              | 28 | 15 | 21 | 36  | 8  |
| Romy Eggimann   | HC Ambrì-Piotta Girls       | 27 | 19 | 16 | 35  | 34 |
| Jenna Suokko    | SC Bern Frauen              | 27 | 16 | 16 | 32  | 37 |
| Jenna Kaila     | HC Ambrì-Piotta Girls       | 25 | 21 | 10 | 31  | 12 |

## Playoffs
|  | Halbfinale | Halbfinale                    | Halbfinale |                  |  | Finale | Finale                        | Finale |
|  |            |                               |            |                  |  |        |                               |        |
|  |            |                               |            |                  |  |        |                               |        |
|  | 1          | SC Bern Frauen                | 3          |                  |  |        |                               |        |
|  | 4          | HC Université Neuchâtel Dames | 0          |                  |  | 1      | SC Bern Frauen                | 2      |
|  |            |                               |            |                  |  | 2      | ZSC Lions Frauen              | 3      |
|  |            |                               |            |                  |  |        |                               |        |
|  |            |                               |            | Spiel um Platz 3 |  |        |                               |        |
|  | 2          | ZSC Lions Frauen              | 3          |                  |  |        |                               |        |
|  | 3          | HC Ambrì-Piotta Girls         | 1          |                  |  | 3      | HC Ambrì-Piotta Girls         | 5      |
|  |            |                               |            |                  |  | 4      | HC Université Neuchâtel Dames | 4      |
|  |            |                               |            |                  |  |        |                               |        |

### Finalserie
Die Finalserie wurde in den maximal möglichen fünf Spielen zugunsten der ZSC Lions entschieden. Dabei wurden zwei Spiele in der Swiss Life Arena sowie drei Partien in der PostFinance Arena ausgetragen und mit 1.891 Zuschauern im Finalspiel ein neuer Rekord im Schweizer Fraueneishockey aufgestellt.
| 16. März 2024 16:00 Uhr | SC Bern Frauen M. Otamo (8:40) M. Otamo (33:47.) | 2:3 n. V. (1:0, 1:2, 0:0, 0:1) Spielbericht | ZSC Lions Frauen Sara Bachmann (25:44) Renee Lendi (34:11) Sinja Leemann (64:00) | PostFinance Arena, Bern Zuschauer: 1.053 |

| 17. März 2024 14:30 Uhr | ZSC Lions Frauen Aurela Thalmann (2:09) | 1:2 (1:0, 0:0, 0:2) Spielbericht | SC Bern Frauen Lara Christen (54:04) Emma Ingold (55:19) | Swiss Life Arena, Zürich Zuschauer: 865 |

| 20. März 2024 20:00 Uhr | SC Bern Frauen Alena Rossel (39:59) | 1:2 (0:0, 1:2, 0:0) Spielbericht | ZSC Lions Frauen Shannon Sigrist (30:05) Sinja Leemann (36:15) | PostFinance Arena, Bern Zuschauer: 645 |

| 23. März 2024 14:30 Uhr | ZSC Lions Frauen | 0:1 (0:1, 0:0, 0:0) Spielbericht | SC Bern Frauen Maija Otamo (2:46) | Swiss Life Arena, Zürich Zuschauer: 1.141 |

| 24. März 2024 13:00 Uhr | SC Bern Frauen | 0:3 (0:1, 0:1, 0:1) Spielbericht Stand: 2:3 | ZSC Lions Frauen Vanessa Schaefer (3:17) Dominique Scheurer (39:47) Lisa Rüedi (44:38) | PostFinance Arena, Bern Zuschauer: 1.891 |

### Kader des Schweizer Meisters
| Schweizer Meister ZSC Lions Frauen | Torhüter: Laura De Bastiani, Sandy Heim Verteidiger: Alessia Baechler, Christine Deaudelin, Skylar Fontaine, Zoé Mächler, Jana Peter, Shannon Sigrist, Aurela Thalmann Stürmer: Jil Aschwanden, Sara Bachmann, Mara Frey, Nora Harju, Kristina Kontny, Tereza Lahova, Sinja Leemann, Renee Lendi, Alina Marti, Lisa Rüedi, Vanessa Schaefer, Dominique Scheurer Trainer: Angela Frautschi, Cyndy Kenyon |

### Beste Scorerinnen
Quelle: eliteprospects.com; Abkürzungen: Sp = Spiele, T = Tore, V = Assists, Pkt = Punkte, SM = Strafminuten; Fett: Bestwert
| Spieler          | Mannschaft            | Sp | T | A | Pkt | SM |
| ---------------- | --------------------- | -- | - | - | --- | -- |
| Lisa Rüedi       | ZSC Lions Frauen      | 8  | 3 | 6 | 9   | 12 |
| Estelle Duvin    | SC Bern Frauen        | 8  | 2 | 6 | 8   | 12 |
| Fanny Rask       | HC Ambrì-Piotta Girls | 5  | 3 | 4 | 7   | 6  |
| Maija Otamo      | SC Bern Frauen        | 8  | 5 | 1 | 6   | 10 |
| Alessia Baechler | ZSC Lions Frauen      | 9  | 4 | 2 | 6   | 2  |
| Jenna Kaila      | HC Ambrì-Piotta Girls | 5  | 3 | 2 | 5   | 0  |
| Theresa Knutson  | HC Ambrì-Piotta Girls | 5  | 1 | 4 | 5   | 2  |
| Sinja Leemann    | ZSC Lions Frauen      | 9  | 3 | 1 | 4   | 2  |

## Platzierungsrunde
Abkürzungen:S = Siege, OTS= Sieg nach Verlängerung oder Penaltyschiessen, OTN= Niederlage nach Verlängerung oder Penaltyschiessen, N = Niederlagen
| Rang | Verein                      | Spiele | S | OTS | OTN | N | Tore  | Punkte |
| ---- | --------------------------- | ------ | - | --- | --- | - | ----- | ------ |
| 5.   | HC Davos Ladies             | 6      | 5 | 0   | 0   | 1 | 22:9  | 15     |
| 6.   | HC Fribourg-Gottéron Ladies | 6      | 5 | 0   | 0   | 1 | 33:9  | 15     |
| 7.   | SC Langenthal Ladies        | 6      | 2 | 0   | 0   | 4 | 16:17 | 6      |
| 8.   | Ladies Team Lugano          | 6      | 0 | 0   | 0   | 6 | 1:37  | 0      |

Aufgrund erneuter finanzieller Probleme startete das Ladies Team Lugano eine Crowdfunding-Initiative, um Reise- und Personalkosten zu decken. In der Ranking Round trat die Mannschaft zu einem Spiel nicht an, da nicht genug Spielerinnen zur Verfügung standen, und verzichtete anschliessend auf die Teilnahme an der Liga-Relegation zur SWHL B, so dass der Club sportlich in die zweite Spielklasse abstieg. Im April beendete der Club den Spielbetrieb endgültig.

## Auszeichnungen
- Woman of the Year: Alina Müller[11]
- Most Valuable Player: Estelle Duvin (SC Bern Frauen)[12]
- Best Stürmerin: Estelle Duvin (SC Bern Frauen) und Fanny Rask (HC Ambrì-Piotta Girls)
- Best Verteidigerin: Josefine Holmgren (HC Ambrì-Piotta Girls)
- Beste Torhüterin: Saskia Maurer (SC Bern Frauen)
- Bester Rookie: Leoni Balzer (HC Davos Ladies)
- Bester Trainer: Thomas Zwahlen (SC Bern Frauen)